# Lykkevej
Lykkevej er en dansk film fra 2003, skrevet og instrueret af Morten Arnfred.

## Medvirkende
- Birthe Neumann[1]
- Jesper Lohmann
- Ditte Gråbøl
- Asger Reher
- Niels Olsen
- Claus Bue
- Lykke Sand Michelsen
- Gyrd Løfqvist
- Klaus Bondam
- Tine Miehe-Renard
- Søren Spanning
- Litten Hansen
- Birgitte Bruun